# Ane Log
Ane Log: Moyako nēsan no tomaranai Monologue (姉ログ 靄子姉さんの止まらないモノローグ?, Ane Rogu Moyako nēsan no tomaranai Monorōgu, lett. "Il diario della sorella: Il monologo infinito di Moyako") è un manga scritto e disegnato da Kenji Taguchi. È stato serializzato dal 19 settembre 2012 al 20 aprile 2016 sulla rivista Weekly Shōnen Sunday edita da Shōgakukan e i capitoli sono stati raccolti in 12 volumi tankōbon. Un OAV di 3 episodi prodotto dallo studio Brain's Base è stato pubblicato dal 16 settembre 2014 al 15 aprile 2015.

## Trama
La serie ha come protagonisti Moyako Konoe e il suo fratello minore Akira. Quando erano bambini, Akira aveva fatto una proposta di matrimonio alla sorella e da allora Moyako ritiene che il fratello sia, per un motivo o per l'altro, un pervertito invaghito di lei e che ha il feticismo per la sorellina. Da allora Moyako continua a fraintendere le situazioni che coinvolgono Akira, finendo per farsi delle fisime mentali di quest'ultimo, vedendolo sempre disposto a qualche perversione nei suoi confronti, sebbene Akira non sia assolutamente quel tipo di persona.

## Personaggi

### Protagonisti

Kasumi, Moyako, Brisa, Fuka e Akira nell'anime

Moyako Konoe (近衛 靄子?, Konoe Moyako)
Doppiata da: Ami Koshimizu
La protagonista della serie. È una bella ragazza formosa con lunghi capelli neri. È molto popolare a scuola dove ottiene ottimi voti, è brava negli sport, ricopre il ruolo di rappresentante di classe e più di una volta ha ricevuto lettere d'amore da parte di numerosi ragazzi, che però ha sempre ignorato. È convinta che suo fratello Akira sia un pervertito innamorato di lei e spesso finisce per avere dei brevi deliri e sprazzi di eccentricità. Ciò è dovuto al fatto che quest'ultimo le ha fatto una proposta di matrimonio dieci anni prima, quando erano bambini, e da allora continua a farsi delle fisime mentali. Infatti pensa che dietro le sue semplici attività quotidiane ci sia sempre un doppio fine, volto a qualche atteggiamento perverso nei suoi confronti, anche se le sue teorie si rivelano sempre errate. Fubuki, la presidente del consiglio studentesco, sembra essere l'unica a capirla veramente quando le parla di questo problema. La sua abilità speciale è mangiare cibo in una volta sola senza avere problemi. Vive con il fratello minore nella casa dei loro genitori, i quali sono perennemente assenti per via del lavoro all'estero, e perciò si occupa di tutte le faccende domestiche dove si rivela molto brava in cucina. Inizialmente non era interessata al calcio e alle corse dei cavalli, ma con il tempo ha acquisito familiarità con entrambi. Le piace ascoltare la radio su Internet e spesso rimane alzata fino a tardi. Successivamente succederà a Fubuki in qualità di presidente del consiglio studentesco e dopo essersi diplomata verrà sostituita da Fuka.
Akira Konoe (近衛 輝?, Konoe Akira)
Doppiato da: Takahiro Mizushima, Satomi Akesaka (da bambino, OAV), Tomomi Isomura (da bambino, drama-CD)
Il fratello minore di Moyako che frequenta il liceo. È un ragazzo posato e tranquillo dal viso androgino, il quale se si trucca diventa indistinguibile da una ragazza. In un'occasione prende l'identità di Akira-chan (アキラちゃん?) per partecipare all'evento di crossdressing "Otoko no musume Contest" (男の娘コンテスト?, Otoko no musume Kontesuto, lett. "Concorso femminile per ragazzi") al festival scolastico e Yohei, che non era al corrente di chi fosse, lo scambia per una ragazza mentre Moyako afferma di essere attratta da lei, ignorando che si tratti del fratello. Ammira sua sorella, ma non prova sentimenti romantici nei suoi confronti come lei spesso crede. Nei pensieri di Moyako appare talvolta Dark Akira (ダーク輝?, Dāku Akira), il quale è un alter ego perverso e doppiogiochista del fratello, che ambisce ad abbandonarla. Avendo trascorso molto tempo con lei, è abituato a stare in compagnia delle donne, e non si lamenta mai in eventuali situazioni in cui sono presenti solo ragazze attorno a lui. Dato che i suoi genitori sono sempre via all'estero per lavoro, Moyako si occupa di quasi tutte le faccende domestiche, anche se alcune volte Akira le dà una mano. A differenza della sorella, non gode di un buon rendimento scolastico.
Kasumi Kurose (黒瀬 香澄?, Kurose Kasumi)
Doppiata da: Satomi Akesaka
Un'amica d'infanzia di Moyako. Quando incontra Akira lo soprannomina "Aki" (アキ?) e lo vede come un fratello minore, lui d'altro canto si riferisce a lei senza onorifico. Ha una personalità fanciullesca e nelle fantasie di Moyako ricopre spesso il ruolo di tsukkomi, facendole capire che sta sbagliando qualcosa nei suoi ragionamenti. In altre occasioni il ruolo di tsukkomi viene interpretato da Yukino, che è una rivale di Moyako, e talvolta da Brisa. Essendo coscienziosa dei deliri di Moyako fin dall'infanzia, fa uso del suo forte senso del dovere per cercare di "riabilitare" la sua migliore amica. In seguito si preoccuperà di andare all'università, temendo di non potercela fare viste le sue scarse capacità accademiche, ma dopo aver studiato duramente riuscirà a farsi ammettere.

### Studenti
Fuka Saeki (冴木 風花?, Saeki Fūka)
Doppiata da: Mariko Honda
Sebbene agli occhi altrui abbia una faccia che incuta un certo timore, rispetta Moyako che vede come la sua sorella maggiore ideale. Dopo che suo padre si è risposato, si è ritrovata ad avere un fratello minore di nome Sota, ma dato che non ha esperienza come sorella maggiore, studia segretamente un taccuino su cui sono scritte le osservazioni di Moyako. Fubuki la descrive come un "essere sovrumano troppo perfetto" che però non conosce le differenze tra fratelli minori. È specializzata nel tirare calci e talvolta usa Yohei come un sacco da boxe, ma ogni volta che decide di colpirlo, nella vignetta appare un'illustrazione simile a un comando di un picchiaduro. In seguito succederà a Fubuki e Moyako in qualità di presidente del consiglio studentesco.
Yohei Fukuyama (福山 陽平?, Fukuyama Yōhei)
Doppiato da: Subaru Kimura
Un ragazzo brillante che conosce Moyako fin dalle scuole medie e nelle occasioni in cui quest'ultima viene accerchiata dai ragazzi che sono interessati a lei, vista la sua popolarità come sorella maggiore, interpreta il ruolo di tsuyuharai, un assistente di sumo. È un tipo giocoso e dalla personalità allegra che si descrive come "un bel ragazzo ma un po' cattivo", anche se Moyako gli fa notare che si sopravvaluta. Sebbene spesso cada vittima della tecnica dei calci di Fuka, si può notare il suo interesse per quest'ultima in più modi. Anche se desidera avere una fidanzata sua coetanea, non è popolare fra le ragazze della sua stessa età e finisce per attrarre persone più giovani o più adulte di lui. Scriverà, sotto uno pseudonimo, diversi libri come Shuyaku ni narenakatta kan-tachi (主役になれなかった漢たち? lett. "Coloro che non potevano essere i protagonisti") e Ai wa konbini ja kaenai (愛はコンビニじゃ買えない? lett. "Non puoi comprare l'amore in un konbini").
Ayumu Igarashi (五十嵐 歩?, Igarashi Ayumu)
Una ragazza che è stata scelta come rappresentante di classe in quanto il suo cognome sembrava imponente (Igarashi significa letteralmente "cinquanta tempeste"). Si definisce una mob con una personalità mediocre e un atteggiamento timido; ogni tanto pronuncia inconsciamente parole velenose nei confronti di chi gli sta attorno. È diventata amica di Fuka dopo che questa ha superato una relazione instabile con un ragazzo. Spesso la si vede in compagnia di Yohei, Raito e Moyako e sembra essere una fujoshi.
Brisa Umehira (梅比良 ブリサ?, Umehira Burisa)
Doppiata da: Aoi Yūki
Una compagna di classe di Moyako che frequenta le scuole medie. Ragazza bionda, originaria di una famiglia mista giapponese-inglese, ha una personalità allegra ed è un otaku che ama gli anime, i manga e i videogiochi. Dato che non ha amiche con il suo stesso hobby in comune, cerca in più occasioni di farlo apprezzare a Kasumi, ma senza successo. Sebbene sia originaria dell'Inghilterra, il nome "Brisa" significa "brezza" in spagnolo. Il suo sogno è diventare una mangaka e realizzare la serie Ane monogatari (姉物語? lett. "La storia della sorella"), un manga in cui una sorella è innamorata del fratello, ispirandosi ai fratelli Konoe, al Comic taishō (コミック大賞?, Komikku taishō). Le sue abilità artistiche sono più che discrete, dato che riuscirà a realizzare una nuova serie dal titolo Ane Sunday (姉サンデー?, Ane Sandē, lett. "Sorella Sunday") contemporaneamente al suo ingresso all'università.
Yukino Senmaya (千厩 雪乃?, Senmaya Yukino)
L'autoproclamata rivale di Moyako, frequenta le scuole medie. La figlia del gruppo Senmaya, vede Moyako come una sua rivale dopo aver perso contro di lei negli studi, dove si è sempre classificata al secondo posto, nonostante il suo impegno, perciò cerca di competere con lei in più modi, finendo sempre per essere sconfitta. In determinate occasioni ha provato ad avvicinarsi ad Akira per sconfiggere Moyako, e ciò ha attirato l'attenzione di Kasumi. Riesce a vincere contro la sua rivale in una sola occasione, quando questa è stata costretta a letto per via delle sue condizioni di salute, ma nonostante ciò non è rimasta soddisfatta poiché Moyako non ha mostrato particolare interesse riguardo alla vicenda, e hanno finito per affrontarsi faccia a faccia. Da quel momento in poi, sono diventate buone amiche e Yukino l'ha portata in viaggio all'estero. Inoltre, suo padre è il proprietario di una scuderia e possiede un cavallo chiamato Yukinohime Senmaya (センマヤユキノヒメ?, Senmaya Yukinohime) che continua a perdere contro un altro cavallo di nome Moyamoya nesan (モヤモヤネーサン?, Moyamoya nēsan), che ricorda un po' Moyako. Sebbene i personaggi non invecchino mai con il passare degli anni, nel mondo delle corse dei cavalli trascorre un anno e sia Yukinohime che Moyamoya nesan si ritirano dopo la Japan Cup (ジャパンカップ?, Japan Kappu) all'età di 4 anni. In tale competizione, Yukinohime si è aggiudicato il primo posto.
Fubuki Juzen (十全 ふぶき?, Jūzen Fubuki)
Doppiata da: Sayaka Ōhara
La presidente del consiglio studentesco nonché studentessa del 3º anno delle superiori. È una ragazza di bell'aspetto caratterizzata dai capelli color argento e una spiccata intelligenza. Viene considerata la "sorella maggiore della scuola", il che la rende perfettamente compatibile con Moyako, e il suo motto è trascorrere una vita scolastica serena e divertente. Sostiene il valore misterioso che possa avere il "potere della sorella" e grazie alla sua forza riesce a sconfiggere gli eventuali scocciatori che le si parano innanzi. Ha conosciuto Moyako da bambina e l'ha incontrata nuovamente durante l'esame di ammissione alle scuole superiori, e si preoccupa particolarmente per lei. Al contrario, ignora suo fratello minore Raito, che lo trova antipatico in quanto si trova nella sua fase ribelle. Mentre ha a che fare con i fratelli Konoe, nota i sentimenti che prova Raito per lei, e manifesta la sua irritazione grazie al suo carattere tsundere. Dopo essersi diplomata, aveva considerato di sposarsi, ma poi ha deciso di studiare all'estero negli Stati Uniti per diventare un astronauta.
Yuri Shimoda (下田 優里?, Shimoda Yuri)
La segretaria del consiglio studentesco che frequenta le scuole medie. È una ragazza con gli occhiali che ammira la presidente Fubuki, è la terza miglior studentessa dell'istituto subito dopo Moyako e Yukino ed è sorprendentemente brava negli sport. La sua devozione per Fubuki la porterà a dare una mano a Moyako quando questa diverrà la presidente del consiglio studentesco e successivamente diventerà vicepresidente.
Nao Azumi (安曇 直?, Azumi Nao)
Una studentessa con una borsa di studio nel club di atletica leggera che frequenta le scuole medie. Vede Moyako come una rivale e ha un notevole feticismo per il suo corpo, dato che dopo averlo visto da vicino soffre di epistassi. È interessata solo a Moyako e non ha rapporti con gli altri personaggi.

### Insegnanti
Ryutaro Shinonome (東雲 柳太郎?, Shinonome Ryūtarō)
L'insegnante della classe di Moyako, è bello e popolare tra le studentesse. È un talentuoso insegnante, che gioisce ogni volta che le ragazze lo guardano con interesse, finendo spesso per abbandonarsi a svariate fantasie.
Nagisa Nanba (南波 渚?, Nanba Nagisa)
L'insegnante della classe di Akira, che viene ammirata dagli studenti come consigliere del club di nuoto. È amica di Shinonome fin dai tempi della scuola ed è anche colei che lo sprona nel suo lavoro. Sin da quando era una studentessa, ha avuto una cotta segreta per Shinonome. Dopo aver accettato la confessione di quest'ultimo, i due danno inizio a una relazione, che nel finale li porterà a sposarsi ed avere un figlio.

### Altri
Brisa Mama (ブリサママ?, Burisa Mama)
Il suo vero nome è "Aura" (アウラ?) che significa "brezza" in latino. Come la figlia Brisa, è un otaku e si scopre che ha addestrato quest'ultima per farla diventare una fanatica come lei. Ha affermato di aver sposato suo marito perché la sua voce suonava come quella di un personaggio di un anime cult.
Sota Saeki (冴木 颯太?, Saeki Sōta)
Il fratellastro di Fuka, è un alunno della scuola elementare di 6º grado. Chiama la sorellastra "Fuka-san" (風花さん?, Fūka-san), anche se quest'ultima si è raccomandata più volte di rivolgersi a lei come Fuka-ne (フーカ姉?, Fūka-nē). I due vivono in un continuo rapporto imbarazzante a causa della loro attuale situazione famigliare.
Shigure Nishi (西 しぐれ?, Nishi Shigure)
Il gestore di un maid café chiamato Precious☆Cafe (ぷれしゃす☆カフェ?, Pureshasu ☆ Kafe). In passato è stato un compagno di classe di Shinonome e Nagisa e veglia sulla loro relazione.
Raito Juzen (十全 雷斗?, Jūzen Raito)
Il fratello minore di Fubuki, frequenta il liceo Kazamidori ed è al 2º anno. È un ragazzo simpatico e di bell'aspetto, che viene spesso corteggiato da molte ragazze. Tuttavia è innamorato di sua sorella, e sebbene si avvicini a Moyako per dimenticare Fubuki per un po' di tempo, cambia successivamente idea dopo aver avuto a che fare con i fratelli Konoe e torna a perseguire la via del siscon (complesso per la sorella). Successivamente diventa amico di Akira e Moyako e il suo rapporto con la sorella migliora notevolmente. Dopo il diploma di scuola superiore, decide di viaggiare per il mondo per migliorare come persona.
Kiriko Konoe (近衛 霧子?, Konoe Kiriko)
La madre dei fratelli Konoe. Silenziosa e inespressiva all'apparenza, in realtà nel profondo è una madre delirante che stravede per suo figlio. Lavora per il settore commerciale ed è spesso in viaggio d'affari all'estero, ma di tanto in tanto fa ritorno in Giappone per prendersi una breve vacanza. Moyako assomiglia a sua madre in molti aspetti e, oltre alle sue abilità nei lavori domestici, sembra aver ereditato i suoi deliri, il che la rendono comica.

## Media

### Manga

#### Produzione
Ane Log rappresenta l'opera successiva di Kenji Taguchi dopo la conclusione di DCD, altro manga a cui ha lavorato precedentemente. La serie presenta molti elementi tipici dei brocon (complesso per il fratello), dove in questo caso la sorella crede che suo fratello sia un pervertito troppo lussurioso e innamorato di lei che finisce per vivere costanti delusioni quando il fratello dimostra semplicemente gesti di affetto e mai d'amore come continua a credere, finendo per mischiare la commedia allo slice of life. Taguchi ha affermato che aveva originariamente scritto la trama allo scopo di caricarla su un sito di pubblicazione di immagini su Internet come hobby, ma ciò ha attirato l'attenzione del suo curatore editoriale, che decise di far serializzare la serie su una rivista settimanale per i manga dopo soli 10 giorni dall'idea.
La storia è ambientata principalmente al liceo e a partire da marzo 2014 la serie è entrata in un arco temporale dove i personaggi non fanno progressi né tantomeno crescono. I nomi di alcuni personaggi come Moyako, Akira e Kasumi sono tratti dal tempo meteorologico.
Inoltre è stato serializzato un capitolo one-shot su Sunday Webry il quale è un crossover con la serie Obutsu wa shodoku desu (汚物は消毒です?, Obutsu wa shōdoku desu) sempre dello stesso autore. Il capitolo è stato successivamente raccolto nel quinto volume tankōbon di Obutsu wa shodoku desu.

#### Pubblicazione
Il manga, scritto e disegnato da Kenji Taguchi, è stato serializzato dal 19 settembre 2012 al 20 aprile 2016 sulla rivista Weekly Shōnen Sunday edita da Shōgakukan. I capitoli sono stati raccolti in 12 volumi tankōbon pubblicati dal 17 maggio 2013 al 17 giugno 2016.

#### Volumi
| 1  | 17 maggio 2013 | ISBN 978-4-09-124308-9                                                      |
| 1  | Capitoli (traduzioni letterali dei titoli) - 1. Il prologo della sorella (姉プロローグ?, Ane Purorōgu) - 2. La sorella e il fratello (姉ブロ?, Ane Buro) - 3. La sorella e il mattino (姉モーニング?, Ane Mōningu) - 4. La sorella e l'amica (姉フレンド?, Ane Furendo) - 5. La sorella e la commedia (姉コメディー?, Ane Komedī) - 6. La sorella e la coda di cavallo (姉ポニテ?, Ane Ponite) - 7. La sorella e la rappresentante di classe (姉イインチョ?, Ane iinchō) - 8. La sorella e il sedere (姉ヒップ?, Ane Hippu) - 9. La vista di Kasumi (香澄アイ?, Kasumi Ai) - 10. La sorella e la corrispondenza (姉ツーハン?, Ane tsūhan) - 11. La sorella e il pranzo (姉ランチ?, Ane Ranchi) - 12. La vita quotidiana di Akira Konoe (近衛輝の日常?, Konoe Akira no nichijō) - 13. La sorella e il calcio (姉サッカー?, Ane Sakkā) - 14. La sorella e i biscotti (姉クッキー?, Ane Kukkī) - 15. Il soprannome di Akira Konoe (近衛輝の命名?, Konoe Akira no meimei) - 16. La sorella e la mamma (姉モミ?, Ane Momi) - 17. La sorella e l'osservazione (香澄ウォッチング?, Kasumi Uotchingu) - 18. Lo stile di Fuka (風花スタイル?, Fūka Sutairu) - 19. La sorella e il travestimento maschile (姉ダンソウ?, Ane dansō) - 20. La corsa di Kasumi (香澄ラン?, Kasumi Ran) - 21. L'amico di Akira Konoe (近衛輝の友人?, Konoe Akira no yūjin) - 22. La sorella e il budino (姉プリン?, Ane Purin) - 23. La sorella e il cinema (姉シネマ?, Ane Shinema) - 24. La sorella e l'incontro (姉エンカウンター?, Ane Enkauntā) - 25. La sorella e la guardia (姉ガード?, Ane Gādo)                                                                         |                                                                             |
| 2  | 18 settembre 2013 | ISBN 978-4-09-124385-0 (ed. regolare) ISBN 978-4-09-159162-3 (ed. limitata) |
| 2  | Capitoli (traduzioni letterali dei titoli) - 26. La sorella bagnata (姉ヌレ?, Ane nure) - 27. La sorella e la farfalla (姉フキ?, Ane fuki) - 28. Brisa e il tempo climatico (ブリサテンコウ?, Burisa tenkō) - 29. La sorella e il borsaiolo (姉スリスリ?, Ane surisuri) - 30. Il pranzo di Fuka (風花ランチ?, Fūka Ranchi) - 31. Il seno della sorella (姉ブ?, Ane Bu) - 32. La sorella e la stanza del personale (姉ショクインシツ?, Ane shokuinshitsu) - 33. Kasumi e il punteggio più alto (香澄ハイスコア?, Kasumi Haisu Koa) - 34. Fuka e la pioggia (風花レイン?, Fūka Rein) - 35. La sorella e il karaoke (姉カラオケ?, Ane karaoke) - 36. La sorella a 8 anni (姉8サイ?, Ane 8 sai) - 37. L'incontro con Akira Konoe (近衛輝の遭遇?, Konoe Akira no sōgū) - 38. Il sospiro di Akira Konoe (近衛輝の嘆息?, Konoe Akira no tansoku) - 39. La sorella e la spazzatura (姉ゴミ?, Ane gomi) - 40. La sorella e il gelato (姉アイス?, Ane Aisu) - 41. La sorella e il bagno (姉ウォッシュ?, Ane Uosshu) - 42. Yukino e il bagno (雪乃ウォッシュ?, Yukino Uosshu) - 43. Il relax di Kasumi (香澄クツロギ?, Kasumi kutsurogi) - 44. Il calore di Fuka (風花ヒート?, Fūka Hīto) - 45. La sorella e la Coppa del Mondo (姉ワールドカップ?, Ane Wārudo Kappu) - 46. La goffaggine della sorella (姉セツヤク?, Ane setsuyaku) - 47. L'insegnante e il giglio (ユリ教師?, Yuri kyōshi) - 48. Le spese stravaganti di Brisa (ブリササンザイ?, Burisa sanzai) - 49. La sorella e il quiz (姉クイズ?, Ane Kuizu) - 50. Yukino la negligente (雪乃ルーズ?, Yukino Rūzu) - 51. La sorella e le vacanze estive (姉サマバケ?, Ane samabake)                    |                                                                             |
| 3  | 18 dicembre 2013 | ISBN 978-4-09-124513-7                                                      |
| 3  | Capitoli (traduzioni letterali dei titoli) - 52. La sorella e la zanzara (姉モスキート?, Ane Mosukīto) - 53. La sorella e il mare (姉ウミ?, Ane umi) - 54. La sorella e la spiaggia (姉ビーチ?, Ane Bīchi) - 55. L'insegnante e il matsuri (マツリ教師?, Matsuri kyōshi) - 56. La sorella maid (姉メイド?, Ane Meido) - 57. La sorella e l'ape (姉ビ?, Ane Bī) - 58. La sorella e il latte (姉ミルク?, Ane Miruku) - 59. Sorella 0901 (姉0901?, Ane 0901) - 60. Yukino 0901 (雪乃0901?, Yukino 0901) - 61. La sorella e l'evento (姉モヨオシ?, Ane moyooshi) - 62. Kasumi detective (香澄ディテクティブ?, Kasumi Ditekutibu) - 63. Il combattimento di Kasumi (香澄ファイティング?, Kasumi Faitingu) - 64. Gli appunti di Fuka (風花メモ?, Fūka Memo) - 65. La sorella e lo yakiniku (姉ヤキニク?, Ane yakiniku) - 66. La sorella e il peso (姉ウエイト?, Ane Ueito) - 67. La sorella e il jogging (姉ジョギング?, Ane Jogingu) - 68. La sorella e il festival culturale (姉ブンカサイ?, Ane bunkasai) - 69. L'insegnante e il ballo (ダンス教師?, Dansu kyōshi) - 70. Il matsuri di Brisa (ブリサマツリ?, Burisa matsuri) - 71. La sorella e la residenza (姉ヤシキ?, Ane yashiki) - 72. La sorella e i cosmetici (姉コスメ?, Ane Kosume) - 73. La sorella e la cerimonia di chiusura (姉コウヤサイ?, Ane kōyasai) - 74. La sorella e la sciarpa (姉マフラー?, Ane mafurā) - 75. Il monologo di Igarashi (五十嵐モノローグ?, Igarashi Monorōgu) - 76. La sorella maggiore (姉オネエサマ?, Ane onēsama) - 77. Yukino e l'hamburger (雪乃バーガー?, Yukino Bāgā) - 78. La sorella e il buongiorno (姉グッモーニン?, Ane Gummōnin)                   |                                                                             |
| 4  | 18 aprile 2014 | ISBN 978-4-09-124623-3                                                      |
| 4  | Capitoli (traduzioni letterali dei titoli) - 79. Attraverso la sorella (姉ジュウ?, Ane jū) - 80. La sorella e il Natale (姉クリスマス?, Ane Kurisumasu) - 81. La sorella Babbo Natale (姉サンタ?, Ane Santa) - 82. Sorella Eva (姉イブ?, Ane Ibu) - 83. La sorella e il metodo di pulizia della casa (姉オオソウジ?, Ane oosouji) - 84. La sorella modella (姉モウデ?, Ane Moude) - 85. L'insegnante e l'ossessione (コダワリ教師?, Kodawari kyōshi) - 86. L'analisi di Fuka (風花アナライズ?, Fūka Anaraizu) - 87. Kasumi e il basket (香澄バスケ?, Kasumi Basuke) - 88. Il luogo vicino alla sorella (姉ソウコ?, Ane souko) - 89. La sorella scivolosa (姉スベリ?, Ane Suberi) - 90. Brisa e il Mamemaki (ブリサマメマキ?, Burisa mamemaki) - 91. La sorella e la scena d'amore (姉ラブシーン?, Ane Rabu Shīn) - 92. Segui Igarashi (五十嵐フォロー?, Igarashi Forō) - 93. La sorella e il cioccolato (姉チョコ?, Ane Choko) - 94. La sorella e San Valentino (姉バレンタイン?, Ane Barentain) - 95. Fukuyama il lupo solitario (福山ロンリーウルフ?, Fukuyama Ronrīu Rufu) - 96. La sorella e lo skate (姉スケート?, Ane Sukēto) - 97. La sorella e la prima estate (姉1ネンナツ?, Ane 1 nen natsu) - 98. La sorella e il primo inverno (姉1ネンフユ?, Ane 1 nen fuyu) - 99. La sorella cuoca (姉クック?, Ane Kukku) - 100. La sorella e la torta (姉ケーキ?, Ane Kēki) - 101. La sorella lecca (姉ネブリ?, Ane Neburi) - 102. La sorella e l'impatto profondo (姉ディープインパクト?, Ane Dīpu Inpakuto) - 103. La sorella e il mix (姉ミックス?, Ane Mikkusu) - 104. La sorella e la presidente (アネ会長?, Ane kaichō)                       |                                                                             |
| 5  | 18 settembre 2014 (ed. regolare) 16 settembre 2014 (ed. limitata) | ISBN 978-4-09-125105-3 (ed. regolare) ISBN 978-4-09-941836-6 (ed. limitata) |
| 5  | Capitoli (traduzioni letterali dei titoli) - 105. La sorella e le faccende domestiche (姉カジ?, Ane kaji) - 106. La sorella e il supermercato (姉スーパー?, Ane Sūpā) - 107. La sorella e i fiori di ciliegio (姉サクラ?, Ane sakura) - 108. L'ora del tè della presidente (ティータイム会長?, Tī Taimu kaichō) - 109. Yukino e la purosangue (雪乃サラブレッド?, Yukino Sarabureddo) - 110. La sorella kōhai (姉コーハイ?, Ane kōhai) - 111. La sorella gemella (姉ツイン?, Ane Tsuin) - 112. La sorella e il blog (姉ブログ?, Ane Burogu) - 113. La sorella e il sonno profondo (姉シュンミン?, Ane shunmin) - 114. La sorella e la chiromanzia (姉テソウ?, Ane tesō) - 115. L'insegnante e la rabbia (イカリ教師?, Ikari kyōshi) - 116. La sorella e l'onsen (姉オンセン?, Ane onsen) - 117. Tu e la sorella (姉ユ?, Ane Yu) - 118. La sorella e il ping pong (姉ピンポン?, Ane Pin Pon) - 119. La sorella Capone (姉カポーン?, Ane Kapōn) - 120. Fukuyama il fantasma dell'amore (福山ラブファントム?, Fukuyama Rabu Fantomu) - 121. Il pungo d'acciaio della presidente (テッケン会長?, Tekken kaichō) - 122. Kasumi la fanciulla (香澄ボーイッシュ?, Kasumi bōisshu) - 123. La sorella e la corsa (姉ラッシュ?, Ane Rasshu) - 124. La sorella a 9 anni (姉9サイ?, Ane 9 sai) - 125. La speranza di Shimoda (下田ショキ?, Shimoda Shoki) - 126. La sorella in Brasile (姉ブラジル?, Ane Burajiru) - 127. La presidente e la Coppa del Mondo (ワールドカップ会長?, Wārudo Kappu kaichō) - 128. La sorella nell'ombra (姉ビコー?, Ane bikō) - 129. Sorella Fuka (風花ネエ?, Fūka nē) - 130. La sorella e il molestatore (姉チカン?, Ane chikan) |                                                                             |
| 6  | 18 dicembre 2014 (ed. limitata) 16 dicembre 2014 (ed. limitata) | ISBN 978-4-09-125398-9 (ed. regolare) ISBN 978-4-09-941851-9 (ed. limitata) |
| 6  | Capitoli (traduzioni letterali dei titoli) - 131. La sorella e il nigiri (姉ニギリ?, Ane nigiri) - 132. La sorella bagnata (姉ウェット?, Ane Uetto) - 133. Brisa e il tanabata (ブリサタナバタ?, Burisa tanabata) - 134. Il panico di Yukino (雪乃パニック?, Yukino Panikku) - 135. La sorella e il litigio insistente (姉オウギ?, Ane ōgi) - 136. La sorella e la forma (姉スガタ?, Ane sugata) - 137. L'insegnante e il nuoto (スイマー教師?, Suimā kyōshi) - 138. La sorella e il debutto (姉デビュー?, Ane debyū) - 139. La sorella e il costume da bagno (姉ミズギ?, Ane mizugi) - 140. La sorella e la piscina (姉プール?, Ane Pūru) - 141. La sorella e il melone (姉メロン?, Ane Meron) - 142. La sorella e l'entusiasmo (姉ネッチュー?, Ane netchū) - 143. La sorella e il tifone (姉タイフーン?, Ane Taifūn) - 144. La presidente e il Natsumatsuri (ナツマツリ会長?, Natsumatsuri kaichō) - 145. La sorella e la gioielleria (姉タマヤ?, Ane Tamaya) - 146. La sorella cosplayer (姉コスプレイヤー?, Ane Kosupureiyā) - 147. La sorella e il problema (姉カダイ?, Ane kadai) - 148. La crescita di Fuka (風花セイチョウ?, Fūka seichō) - 149. Fuka e la presidente (風花カイチョウ?, Fūka kaichō) - 150. La sorella e l'anime (姉アニメ?, Ane anime) - 151. Il fratello di Yukino (雪乃ブラザー?, Yukino Burazā) - 152. Dark Akira (ダーク輝?, Dāku Akira) - 153. La sorella e la lettera d'amore (姉ラブレター?, Ane Rabu Retā) - 154. La sorella ciondolante (姉ブラリ?, Ane burari) |                                                                             |
| 7  | 17 aprile 2015 (ed. regolare) 15 aprile 2015 (ed. limitata) | ISBN 978-4-09-125833-5 (ed. regolare) ISBN 978-4-09-941853-3 (ed. limitata) |
| 7  | Capitoli (traduzioni letterali dei titoli) - 155. La sorella e il pasto (姉メシ?, Ane meshi) - 156. La sorella e la bici (姉チャリ?, Ane chari) - 157. La sorella e lo sketch (姉スケッチ?, Ane Suketchi) - 158. L'insegnante e il matrimonio (マリッジ教師?, Marijji kyōshi) - 159. La presidente e il rock (ロック会長?, Rokku kaichō) - 160. La sorella e la casa (姉タク?, Ane taku) - 161. La sorella e il matsuri (姉マツリ?, Ane matsuri) - 162. La sorella e il planetario (姉プラネタリウム?, Ane Puranetariumu) - 163. La sorella dal vivo (姉ライブ?, Ane Raibu) - 164. La sorella e la guerriglia (姉ゲリラ?, Ane Gerira) - 165. La sorella e la luce (姉ライト?, Ane Raito) - 166. Majiane e la presidente (マジアネ会長?, Majiane kaichō) - 167. La sorella e le labbra (姉リップ?, Ane Rippu) - 168. La sorella e l'avanguardia (姉セントウ?, Ane sentō) - 169. La sorella e il kotatsu (姉オコタ?, Ane okota) - 170. Il fratellino pericoloso (デンジャラス弟?, Denjarasu otōto) - 171. La sorella e l'ostrica (姉カキ?, Ane kaki) - 172. L'harem di Akira (ハーレム輝?, Hāremu Akira) - 173. La sorella e Babbo Natale (姉サンタクロース?, Ane Santa Kurōsu) - 174. Arima Yukino (雪乃アリマ?, Yukino Arima) - 175. Brisa miko (ブリサミコ?, Burisa miko) - 176. La sorella e l'ubriachezza (姉ヨイドレ?, Ane yoidore) - 177. Rispettare il fratellino (リスペクト弟?, Risupekuto otōto) - 178. La sorella e il collant (姉タイツ?, Ane Taitsu) |                                                                             |
| 8  | 17 luglio 2015 | ISBN 978-4-09-126194-6                                                      |
| 8  | Capitoli (traduzioni letterali dei titoli) - 179. La sorella e il borbottamento (姉モグモグ?, Ane mogumogu) - 180. La sorella e il braccio di ferro (姉アームレスリング?, Ane Āmu Resuringu) - 181. La sorella e il calcio (姉フットボール?, Ane Futtobōru) - 182. La sorella e lo scatto (姉ダッシュ?, Ane Dasshu) - 183. La sorella e la neve (姉ユキ?, Ane yuki) - 184. Fubuki e la presidente (フブキ会長?, Fubuki kaichō) - 185. La sorella e la benda sull'occhio (姉ガンタイ?, Ane gantai) - 186. Il diario di Fuka (風花ログ?, Fūka Rogu) - 187. Dark Akira 0214 (ダーク輝0214?, Dāku Akira 0214) - 188. La sorella e la battuta (姉ギャクテン?, Ane Gyakuten) - 189. La famiglia Yukino (雪乃ファミリー?, Yukino Famirī) - 190. La sorella e la radio (姉ラジオ?, Ane Rajio) - 191. Azumi corridora (安曇ランナー?, Azumi Rannā) - 192. La sorella e la masticazione (姉チュウ?, Ane chū) - 193. La sorella e la presidente (姉カイチョウ?, Ane kaichō) - 194. La sorella e gli occhiali (姉メガネ?, Ane megane) - 195. L'insegnante e il White Day (ホワイトデー教師?, Howaito Dē kyōshi) - 196. La sorella e la vacanza primaverile (姉ハルヤスミ?, Ane haruyasumi) - 197. La sorella e l'albergo (姉ヤド?, Ane yado) - 198. La sorella e la sauna (姉サウナ?, Ane Sauna) - 199. Doppio fratellino (デュアル弟?, Dyuaru otōto) - 200. La sorella e il brindisi (姉カンパイ?, Ane kanpai) - 201. La sorella e l'hamburger (姉ハンバーグ?, Ane Hanbāgu) - 202. La sorella e il pesce d'aprile (姉エイプリルフール?, Ane Eipuriru Fūru) |                                                                             |
| 9  | 16 ottobre 2015 | ISBN 978-4-09-126470-1                                                      |
| 9  | Capitoli (traduzioni letterali dei titoli) - 203. La sorella e la bellezza (姉ビューティ?, Ane Byūti) - 204. La sorella e il polline (姉カフン?, Ane kafun) - 205. La sorella e la gloria (姉ウララカ?, Ane uraraka) - 206. La sorella e il sentimentalismo (香澄ホロリ?, Kasumi horori) - 207. La sorella e la psicologia (姉シンリ?, Ane shinri) - 208. Il sogno della presidente (リソウ会長?, Risō kaichō) - 209. La sorella e il barbecue (姉BBQ?, Ane BBQ) - 210. La sorella e la tenda (姉テント?, Ane Tento) - 211. La sorella e l'ostracismo (姉シカト?, Ane shikato) - 212. Il miglior amico di Fukuyama (福山ベストフレンド?, Fukuyama Besuto Furendo) - 213. La sorella e il festival sportivo (姉タイイクサイ?, Ane taiikusai) - 214. Azumi l'atleta (安曇アスリート?, Azumi Asurīto) - 215. Yukino e il boccale di birra (雪乃ジョッキー?, Yukino Jokkī) - 216. La sorella e il prestito (姉カリ?, Ane kari) - 217. La sorella e il fiuto (姉クンクン?, Ane kunkun) - 218. La sorella e gli uomini (姉メン?, Ane Men) - 219. La sorella e la bici (姉バイウ?, Ane Baiu) - 220. La presidente e la maid (メイド会長?, Meido kaichō) - 221. Brisa e il fumetto (ブリサコミック?, Burisa Komikku) - 222. L'insegnante e la scuola superiore (コウコウ教師?, Kōkō kyōshi) - 223. La sorella e l'incidente (姉イヘン?, Ane ihen) - 224. La sorella e il vento (姉カゼ?, Ane kaze) - 225. Yukino la numero uno (雪乃ナンバーワン?, Yukino Nanbā Wan) - 226. La sola e unica sorella (姉オンリーワン?, Ane Onrī Wan) - 227. La sorella e l'ondata di caldo (姉モウショ?, Ane mōsho)                                                         |                                                                             |
| 10 | 18 marzo 2016 | ISBN 978-4-09-126826-6                                                      |
| 10 | Capitoli (traduzioni letterali dei titoli) - 228. La sorella e le ascelle (姉ワキ?, Ane waki) - 229. La sorella e il bowling (姉ボウリング?, Ane Bōringu) - 230. La sorella e i Paesi del sud (姉ナンゴク?, Ane nangoku) - 231. Il fratellino e l'olio solare (サンオイル弟?, San Oiru otōto) - 232. La sorella e il MOE (姉MOE?, Ane MOE) - 233. La sorella e lo snorkeling (姉シュノーケリング?, Ane Shunōkeringu) - 234. La sorella e il naufragio (姉キャストアウェイ?, Ane Kyasuto Aei) - 235. La sorella e la sopravvivenza (姉サバイバル?, Ane Sabaibaru) - 236. L'identità di Yukino (雪乃アイデンティティ?, Yukino Aidentiti) - 237. La sorella e lo scolorimento (姉ヤケ?, Ane yake) - 238. Shimoda e la vacanza (下田バケーション?, Shimoda Bakēshon) - 239. La sorella e l'osservazione astronomica (姉テンタイカンソク?, Ane tentaikansoku) - 240. La sorella e la pubblicazione (姉トウコウ?, Ane tōkō) - 241. La sorella e l'acne (姉ニキビ?, Ane nikibi) - 242. La sorella e l'email (姉メール?, Ane Mēru) - 243. Il cambiamento di Fuka (風花チェンジ?, Fūka Chenji) - 244. La sorella e il barbiere (姉バーバー?, Ane Bābā) - 245. La sorella e la sala della biblioteca (姉トショシツ?, Ane toshoshitsu) - 246. La casa della presidente (イエ会長?, Ie kaichō) - 247. La sorella e la sostituzione (姉イレカワリ?, Ane irekawari) - 248. La sorella e il tennis (姉テニス?, Ane Tenisu) - 249. La sorella e il lavoro part-time (姉バイト?, Ane baito) - 250. L'insegnante e il konpa (コンパ教師?, Konpa kyōshi) - 251. L'ascesa di Dark Akira (ダーク輝ライジング?, Dāku Akira Raijingu)                                     |                                                                             |
| 11 | 18 maggio 2016 | ISBN 978-4-09-127166-2                                                      |
| 11 | Capitoli (traduzioni letterali dei titoli) - 252. La sorella e la coppa G (姉G?, Ane G) - 253. La sorella e il proverbio (姉コトワザ?, Ane kotowaza) - 254. La sorella e l'angolo basso (姉ローアングル?, Ane Rō Anguru) - 255. La sorella e Halloween (姉ハロウィン?, Ane Harōin) - 256. La sorella e lo scherzo (姉イタズラ?, Ane itazura) - 257. La sorella e la lettera (姉フミ?, Ane fumi) - 258. La sorella e la tintura (姉シボリ?, Ane shibori) - 259. La sorella e l'acero (姉モミジ?, Ane momiji) - 260. Fukuyama e l'uccello azzurro (福山ブルーバード?, Fukuyama Burūbādo) - 261. La sorella e la gal (姉ギャル?, Ane gyaru) - 262. La sorella e la costa (香澄カイガン?, Kasumi kaigan) - 263. La sorella e l'infermeria scolastica (姉ホケンシツ?, Ane hokenshitsu) - 264. Yukino e Yukinohime (雪乃ユキノヒメ?, Yukino Yukinohime) - 265. La sorella e il bar della scuola (姉ガクショク?, Ane gakushoku) - 266. La sorella e il corso (姉シンロ?, Ane shinro) - 267. La sorella e la password (姉パスワード?, Ane Pasuwādo) - 268. Il fratellino scappa di casa (イエデ弟?, Iede otōto) - 269. La sorella e la zucca (姉ウリ?, Ane uri) - 270. La sorella e la notte stellata (姉セイヤ?, Ane seiya) - 271. La sorella e l'alba (姉ヒノデ?, Ane hinode) - 272. La sorella e l'hanetsuki (姉ハネツキ?, Ane hanetsuki) - 273. La sorella e la neve (姉スノー?, Ane Sunō) - 274. L'insegnante e la confessione (コクハク教師?, Kokuhaku kyōshi) - 275. La sorella e lo sci (姉スキー?, Ane Sukī) - 276. La sorella e il naufragio (姉ソウナン?, Ane sōnan)                                                                            |                                                                             |
| 12 | 17 giugno 2016 | ISBN 978-4-09-127237-9                                                      |
| 12 | Capitoli (traduzioni letterali dei titoli) - 277. La sorella e la familiarità (姉オネエチャン?, Ane onēchan) - 278. La sorella e la mamma (姉ママ?, Ane Mama) - 279. La sorella e il complesso di Edipo (姉マザコン?, Ane mazakon) - 280. La sorella e l'idiozia (姉ボケー?, Ane bokē) - 281. La sorella e il cioccolato (姉チョコレート?, Ane Chokorēto) - 282. Il felice San Valentino di Fukuyama (福山ハッピーバレンタイン?, Fukuyama Happī Barentain) - 283. La madre e la menzogna (母モウソウ?, Haha mōsō) - 284. La madre e la valutazione (母シナサダメ?, Haha shinasadame) - 285. La sorella e il dizionario (姉ディクショナリー?, Ane Dikushonarī) - 286. La sorella e lo yoga (姉ヨガ?, Ane Yoga) - 287. La madre e Tsuyoshi (母ツヨシ?, Haha Tsuyoshi) - 288. La sorella e il batticuore (姉ドキドキ?, Ane doki doki) - 289. La sorella e la sala giochi (姉ゲーセン?, Ane gēsen) - 290. La sorella e la sorella presidente (アネノナカノアネ会長?, Ane no naka no ane kaichō) - 291. La sorella e la toilette (姉トイレ?, Ane Toire) - 292. La sorella e la sposa (姉ブライダル?, Ane Buraidaru) - 293. La sorella e l'amica del cuore (姉シンユウ?, Ane shin'yū) - 294. Moyako e Kasumi (香澄トモヤコ?, Kasumi to Moyako) - 295. La sorella e l'osservazione dei fiori di ciliegio (姉ハナミ?, Ane hanami) - 296. La sorella e l'innamoramento (姉デレ?, Ane dere) - 297. La sorella e la nebbia (姉モヤ?, Ane moya) - 298. La sorella e il bagno (姉オフロ?, Ane ofuro) - 299. Il diario del fratellino (弟ログ?, Otōto Rogu) - 300. L'epilogo della sorella (姉エピローグ?, Ane Epirōgu)                                          |                                                                             |

### Drama CD
Un drama CD è stato pubblicato in allegato all'edizione limitata del secondo volume del manga uscito il 18 settembre 2013. Il drama CD presenta come doppiatori rispettivamente: Ami Koshimizu (Moyako), Takahiro Mizushima (Akira) e Satomi Akesaka (Kasumi).

### Fan disc
Un fan disc dal titolo Ane Log: Moyako nēsan no honpen o tobidashite mo tomaranai Monologue (姉ログ 靄子姉さんの本編を飛び出しても止まらないモノローグ?, Ane Rogu Moyako nēsan no honpen o tobidashite mo tomaranai Monorōgu, lett. "Il diario della sorella: Il monologo infinito di Moyako che non si ferma nemmeno se salta fuori dalla storia"), che include 6 episodi anime realizzati in flash e 3 brevi episodi speciali, è stato pubblicato il 18 aprile 2014 sotto l'etichetta Animate. Fanno ritorno tutti i doppiatori principali presenti nel drama CD.
| Nº                         | Titolo italiano (traduzione letterale) Giapponese 「Kanji」 - Rōmaji | Prima edizione | Prima edizione |
| Nº                         | Titolo italiano (traduzione letterale) Giapponese 「Kanji」 - Rōmaji | Giapponese     |                |
| Serie regolare (6 episodi) | |                |                |
| 1                          | Il prologo della sorella 「姉プロローグ」 - Ane Purorōgu | 18 aprile 2014 |                |
| 1                          | Moyako Konoe è convinta che suo fratello Akira sia un pervertito, in quanto 10 anni prima, quando erano bambini, le aveva chiesto innocentemente di sposarla. Poco dopo, lui le dice che non ha preferenze per la cena di quella sera e lei fraintende la situazione credendo che stia tenendo un atteggiamento tipico delle coppie che stanno vivendo un momento difficile. Alla fine, Akira si congratula per la zuppa di riso preparata da Moyako e lei scambia le sue parole per una proposta di matrimonio e gli promette di preparargliela tutti i giorni per renderlo felice. |                |                |
| 2                          | La sorella e il fratello 「姉ブロ」 - Ane Buro | 18 aprile 2014 |                |
| 2                          | Siccome Akira non può salvare la partita sulla propria console portatile decide di lasciare che sia Moyako a fare il bagno per prima. Una volta qui, la ragazza chiude la porta per evitare che il fratello sbirci e quando entra nella vasca inizia a pensare che il suo vero piano sia quello di utilizzare l'acqua calda restante per qualche motivo sconcio. Dopo aver passato molto tempo a pensare a come non sprecare l'acqua, tenta di farne bere un bicchiere al fratello, il quale però rifiuta.                                                                           |                |                |
| 3                          | La sorella e il mattino 「姉モーニング」 - Ane Mōningu | 18 aprile 2014 |                |
| 3                          | Al mattino, Moyako cerca di svegliare Akira in quanto devono andare a scuola. Il ragazzo però resta a letto e lei prova ad andarsene, ma dopo che ha sentito il fratello chiamarla in sogno, ricorda di quelle volte in cui avevano dormito insieme da bambini e finisce per addormentarsi nel suo letto assieme a lui. Alla fine, i due si alzano tardi e arrivano in ritardo a scuola. |                |                |
| 4                          | La sorella e l'amica 「姉フレンド」 - Ane Furendo | 18 aprile 2014 |                |
| 4                          | A scuola, Moyako parla con la sua amica Kasumi delle presunte avances da parte di Akira. La ragazza racconta che Akira ha utilizzato il suo spazzolino da denti per via della sua ossessione nei suoi confronti, ma Kasumi giustifica facilmente la cosa sostenendo che era semplicemente assonnato. Dato che Kasumi lo ha prontamente difeso, Moyako crede che l'amica sia sotto il suo controllo e che insieme stiano cercando di conquistarla. |                |                |
| 5                          | La sorella e la coda di cavallo 「姉ポニテ」 - Ane Ponite | 18 aprile 2014 |                |
| 5                          | Mentre Moyako e Kasumi stanno facendo un po' di esercizio fisico nel cortile della scuola, la seconda nota che Akira le sta osservando. A questo punto, Moyako inizia a pensare che Akira stia guardando la sua coda di cavallo per notare la sua nuca, che viene considerata eccitante in Giappone. Così decide di correre coprendo la nuca con le mani e finisce per far notare maggiormente i suoi seni, mentre Akira continua ad osservare il cielo noncurante della cosa. |                |                |
| 6                          | La sorella e il sedere 「姉ヒップ」 - Ane Hippu | 18 aprile 2014 |                |
| 6                          | Mentre Moyako e Akira stanno tornando a casa insieme tenendo una certa distanza, lei si convince che il fratello stia approfittando della situazione per guardarle il sedere. Così inizia a tremare al pensiero, poi Akira la calma e si offre di portarle la borsa. Alla fine, Moyako fraintende la gentilezza del fratello per il motivo precedente e gli dice che non deve stare dietro di lei mentre passeggiano assieme. |                |                |
| Speciali (3 episodi)       | |                |                |
| 1                          | La sorella e il tempo con i grandi del mondo 「世界の姉 偉人の時間」 - Sekai no ane ijin no jikan | 18 aprile 2014 |                |
| 1                          | Moyako racconta la storia di Giovanna d'Arco, Narasaki Ryoko e Dowager Cixi. |                |                |
| 2                          | La sorella e il campo di addestramento 「モヤ姉ブートキャンプ」 - Moya ane Būto Kyanpu | 18 aprile 2014 |                |
| 2                          | Moyako decide di registrare alcuni video in cui svolge degli esercizi fisici per Akira. |                |                |
| 3                          | La stanza della consulenza telefonica di Moyako 「靄子の電話相談室」 - Moyako no denwa sōdanshitsu | 18 aprile 2014 |                |
| 3                          | Moyako e Kasumi decidono di rispondere ad alcuni messaggi inviatogli da diversi studenti per cercare di risolvere i loro problemi d'amore. |                |                |

### OAV
Un OAV prodotto dallo studio Brain's Base e diretto da Tetsuo Ichimura, sceneggiato da Natsuko Takahashi e con il character design di Eriko Itō, è stato reso disponibile come allegato nell'edizione limitata del quinto volume del manga uscito il 16 settembre 2014. Un secondo episodio è stato pubblicato assieme all'edizione limitata del sesto volume il 16 dicembre 2014. Un terzo episodio è uscito con l'edizione limitata del settimo volume il 15 aprile 2015. I doppiatori sono i medesimi presenti nel drama-CD e nel fan disc mentre la narrazione è stata affidata a Sayaka Ōhara. La sigla di chiusura è Aneson 〜Moyako nēsan no tomaranai mekake Song〜 (アネソン 〜靄子姉さんの止まらない妾ソング〜?, Aneson 〜Moyako nēsan no tomaranai mekake Songu〜, lett. "La canzone della sorella 〜L'inarrestabile canzone della sorella Moyako〜") cantata da Ami Koshimizu che nella serie presta la voce alla protagonista Moyako. I 3 episodi sono stati in seguito trasmessi in televisione su Tokyo MX rispettivamente il 27 ottobre, il 3 novembre e il 10 novembre 2015 all'interno del programma Anisan gekijō. In questa occasione è stata realizzata anche una sigla iniziale, Tente komai (天手古舞?) cantata da Mimi Meme Mimi. Il brano è stato impiegato anche per la serie Nozo × Kimi, trasmessa sempre all'interno dello stesso programma.
| Nº | Titolo italiano (traduzione letterale) Giapponese 「Kanji」 - Rōmaji | Prima edizione    | Prima edizione |
| Nº | Titolo italiano (traduzione letterale) Giapponese 「Kanji」 - Rōmaji | Giapponese        |                |
| 1  | Il mio fratellino è un pervertito. 「私の弟はヘンタイである。」 - Watashi no otōto wa hentai de aru. | 16 settembre 2014 |                |
| 1  | Moyako Konoe vive insieme al fratello minore Akira, che crede sia un pervertito invaghito di lei dopo che le ha fatto una proposta di matrimonio 10 anni prima, quando erano bambini. Dopo che Akira le ha detto che non ha preferenze su cosa mangiare per colazione, Moyako gli prepara della zuppa di miso e scambia i complimenti per il cibo per una proposta di matrimonio. A scuola, Moyako si confida con Kasumi riguardo alle "voglie" di Akira e crede che l'amica sia sotto il controllo del fratello. Moyako, Kasumi e Akira pranzano in cortile e dato che il fratello è un suo kōhai, Moyako pensa che sia uno gigolò che vuole creare un malinteso riguardo al loro rapporto e mangia il suo bentō tutto in una volta. Concluse le lezioni, Moyako e Akira tornano a casa insieme e lei crede che il ragazzo voglia guardarle il sedere, poi lui si offre di portarle la borsa e lei lo minaccia. A casa, siccome sta per scadere del latte, Akira decide di berne un bicchiere e Moyako fa una fantasia assurda sulle mucche. Dato che Akira vuole finire di giocare con la sua console portatile, Moyako va a farsi il bagno per prima e crede che il fratello voglia utilizzare l'acqua che rimane nella vasca per uno strano motivo, dopodiché tenta di offrirne un bicchiere ad Akira, il quale rifiuta. Il mattino seguente, Moyako va a svegliare Akira. |                   |                |
| 2  | Il mio fratellino è talmente pervertito da farmi ridere. 「私の弟は笑えるほどにヘンタイである。」 - Watashi no otōto wa waraeru hodo ni hentai de aru. | 16 dicembre 2014  |                |
| 2  | Dato che Akira ha finito lo shampoo mentre si sta facendo il bagno, Moyako decide di portargliene un altro ma temendo di vederlo nudo, decide di bendarsi e cade nella vasca. Al mattino, Akira è assonnato e si rovescia il caffè addosso, così Moyako cerca di pulirlo, ma il ragazzo è costretto a cambiarsi gli abiti e lei tenta di asciugarlo soffiando. Moyako salva una studentessa di nome Fuka Saeki da una punizione di un insegnante per via del suo abbigliamento non idoneo. Moyako spiega a Fuka le motivazioni che le fanno credere che Akira sia un pervertito, questa se ne convince vista la sua serietà, così quando entra in classe dà un calcio a Fukuyama e tiene le distanze da Akira. Brisa, Kasumi e Moyako notano che Akira ha una guancia rossa e la sorella crede che si sia sfregato la faccia con una sua foto oppure che l'abbia leccata. Moyako dà ad Akira alcuni biscotti che gli ha preparato, ma dopo una fisima mentale, lei li fa cadere nel tentativo di riprenderseli ma il fratello li mangia lo stesso e la ringrazia. Brisa vuole formare un club e Moyako intende utilizzare l'idea per cercare di distrarre il fratello da lei, ma rinuncia dopo un'altra fisima mentale. Brisa, Fuka, Kasumi e Akira stanno guardando una partita di calcio del Giappone e Moyako crede che il linguaggio tecnico celi dei significati osceni. |                   |                |
| 3  | Il mio fratellino è un pervertito soprattutto d'estate. 「私の弟は夏に開放的になるヘンタイである。」 - Watashi no otōto wa natsu ni kaihōteki ni naru hentai de aru. | 15 aprile 2015    |                |
| 3  | Moyako, Akira, Kasumi, Fuka e Brisa vanno a comprare dei costumi da bagno, e qui Moyako pensa che il fratello voglia approfittare della situazione, e quando quest'ultimo va da lei, finisce involontariamente per scivolare nel camerino, provocando l'imbarazzo di entrambi. Moyako, sotto richiesta di Brisa, va a lavorare in un maid café chiamato Precious☆Cafe e qui serve Kasumi e Akira, e quest'ultimo riceve un omurice ricolma di ketchup. Durante la notte, Moyako ha bisogno di andare in bagno ma procede con cautela in quanto soffre di soggezione dopo aver visto un film horror due ore prima, e finisce per spaventare il fratello. Akira e le ragazze fanno un viaggio al mare, e qui Moyako pensa che il fratello intenda affogare per farsi fare una respirazione bocca a bocca da lei e nel mentre vengono osservati da Fubuki Juzen. Akira e Fuka vanno in un chiosco e incontrano Fukuyama, poi un bambino sporca la felpa della ragazza, così Fukuyama si propone di lavargliela ma viene colpito con un calcio. Il gruppo gioca a suikawari con un cocomero e Moyako, dopo un'altra fisima mentale sul fratello, crea delle fette perfette del frutto. Alla sera, i ragazzi accendono alcune stelle filanti, e quando Akira chiede a Moyako di aiutarlo ad accendere un fuoco, lei pensa che la situazione ricordi un bacio indiretto, e infine gli dice di smetterla di usare i fuochi come pretesto per le sue "voglie". In treno, Fuka e Kasumi concordano che i fratelli Konoe vanno sempre d'accordo. |                   |                |

## Accoglienza
Chris Mitchell di Popzara Press ha descritto la serie OAV come divertente per via dei numerosi e stravaganti malintesi presentati nel corso degli episodi, che i fan della commedia avrebbero apprezzato. I due protagonisti Moyako e Akira si ritrovavano sempre in situazioni bizzarre, il che veniva incrementato dalle continue esagerazioni fatte da Moyako nei suoi pensieri e azioni folli. Il redattore ha apprezzato la grafica e il sonoro, definendoli entrambi degli aspetti positivi per una serie basata sulle gag. In conclusione, Mitchell consigliò la visione a chi era alla ricerca di una serie breve per divertirsi con dell'umorismo perverso.